# Prix des 24 heures du Mans 1946
Prix des 24 heures du Mans 1946 je bila deveta dirka za Veliko nagrado v sezoni Velikih nagrad 1946. Odvijala se je 28. julija 1946 v Nantesu. 

## Rezultati

### Dirka
| Poz | Št | Dirkač              | Moštvo                     | Dirkalnik      | Krogi | Čas/Odstop                        |
| --- | -- | ------------------- | -------------------------- | -------------- | ----- | --------------------------------- |
| 1   | 20 | Raph                | Ecurie Naphtra Course      | Maserati 6CM   | 45    | 1:47:28.4                         |
| 2   | 8  | Pierre Levegh       | Automobiles Talbot Darracq | Maserati T150C | 45    | + 47.5s                           |
| 3   | 34 | Louis Rosier        | Privatnik                  | Maserati T26GS | 34    | +1 krog                           |
| 4   | 6  | Georges Grignard    | Ecurie France              | Delahaye 135CS | 33    | +2 kroga                          |
| 5   | 22 | Charles Pozzi       | Ecurie France              | Delahaye 135CS | 33    | +2 kroga                          |
| 6   | 32 | Gaston Serraud      | Privatnik                  | Delahaye 135CS | 31    | +4 krogi                          |
| 7   | 12 | Henri Trillaud      | Ecurie France              | Delahaye 135CS | 31    | +4 krogi                          |
| Ods | 14 | Maurice Trintignant | Privatnik                  | Bugatti T35C   | 24    | Svečke                            |
| Ods | 2  | Jean-Pierre Wimille | Alfa Romeo SpA             | Alfa Romeo 308 | 21    | Šasija                            |
| DSQ | 36 | Louis Gerard        | Privatnik                  | Maserati 8CM   | 17    | Diskvalifikacija (nevarna vožnja) |
| Ods | 10 | Pat Garland         | Privatnik                  | Delage 3000    | 10    |                                   |
| Ods | 24 | T.A.S.O. Mathieson  | Privatnik                  | Maserati 6CM   | 10    | Motor                             |
| Ods | 4  | Eugène Chaboud      | Ecurie France              | Delahaye 135CS | 3     | Trčenje                           |
| Ods | 38 | Robert Mazaud       | Privatnik                  | Maserati 4CL   | 3     | Smrtna nesreča                    |
| Ods | 28 | Roger Wormser       | Privatnik                  | Maserati 6CM   | 1     |                                   |
| Ods | 16 | Jean Achard         | Privatnik                  | Maserati 4CM   | 1     |                                   |